# オリジン・オブ・シンメトリー
『オリジン・オブ・シンメトリー』（英: Origin of Symmetry）は、イギリスのロックバンドであるミューズの2作目のスタジオ・アルバム。2001年6月18日にイギリスのレーベル「テイスト・メディア」から発売。2021年6月18日にはリミックス＆リマスター盤『Origin of Symmetry: XX Anniversary RemiXX』を発売した。

## 制作
前作『ショウビズ』のツアー後にカナダの音楽プロデューサーであるデヴィッド・ボトリルと「プラグ・イン・ベイビー」、「ブリス」、「ニュー・ボーン」、「ダークシャインズ」をレコーディングし、本作の土台を制作。ライブのエネルギーを表現するために一発録りでレコーディングを行い、その上でオーバー・ダビングも行った。ボトリルとの制作後、『ショウビズ』に引き続きジョン・レッキーによるプロデュースのもとイギリスのレコーディング・スタジオで制作を行った。
『ショウビズ』でベラミーは主にギブソンのレスポールをレコーディングで使用していたが、レスポールはライブ中に壊れてしまう。新たなメインギターを模索し、エクセターのギター職人であるHugh Mansonにカスタムギターの製作を依頼。ボディをアルミニウムで覆い、ピックアップはフロントにセイモア・ダンカンのP90、リアにKent Armstrong社製のMother BuckerとローランドのGK2a MIDIを搭載し、Z.VEX社製のファズ「Fuzz Factory」を内蔵したエレキギター「DL-1」（別名「デロリアン」）を製作し、本作で使用された。
アルバムのタイトルおよびコンセプトは、物理学者のミチオ・カクが1994年に発表したダーウィンの『種の起源』に次ぐ実存的な問いに答えるために、「対称性の起源」を探し求める科学的必要性を強調した著書『超空間：平行宇宙、タイムワープ、10次元の探究（原題：Hyperspace: A Scientific Odyssey Through Parallel Universes, Time Warps, and the 10th Dimension）』に由来する。同書を参照してマシュー・ベラミーは「宇宙にはある種の安定性があり、その起源を突き止めることは、神の存在を突き止めることになる」と話した。
収録曲「フィーリング・グッド」は、1964年にアンソニー・ニューリーと作曲家のレスリー・ブリカッスがブロードウェイ・シアターのために書き、1965年にニーナ・シモンが発表したアルバム『アイ・プット・ア・スペル・オン・ユー』に収録された楽曲のカバー。
収録曲「メガロマニア」では、バースの教会でオルガンを演奏し、録音した。

## 発売
2001年6月18日にイギリスのレーベル「テイスト・メディア」から発売。全英アルバムチャートで3位を記録。日本では6月13日にcutting edgeから先行発売され、オリコン週間アルバムチャートで20位。
アメリカでは前作に引き続きマーヴェリック・レコーズから発売される予定であったが、マーヴェリックからファルセットを減らしてアルバムを再録音するよう要求されたため、マーヴェリックからの発売を断念した。アメリカでは2005年にワーナー・レコードから発売された。

## 批評
本作についてQ誌のRoy Wilkinsonは「驚異的な作品」、「レディオヘッドとの比較は、もはや時代遅れのようだ」と評し、NMEのRoger Mortonは「新しいグランジの再発明」と評した。
ガーディアンのBetty Clarkeは「信じられないほど大げさで、独りよがりで、ひどい」と評し、アメリカの雑誌「Stylus Magazine」の批評家であるTyler Martinはミューズのテクニックが非常に優れているとしながらも、「絶え間ない過剰な演奏が、すべてに水を差している」と評した。
BBC MusicのNatalie Shawは2011年に「過去のプログレを模倣するのではなく、完全に独自のものを作り出そうとする意欲と自由奔放な野心を示している」と評し、音楽ニュースサイト「Guitar.com」のAndy Priceは2021年に「悲嘆に暮れるばかりだったミューズがSF的シュールレアリスムへと急旋回し、その後の作風を予感させるものであった」と評した。

### 音楽雑誌によるランキング
- 『Q』「史上最高のアルバム（100 Greatest Albums Ever）」74位（2006年）[18]
- 『ケラング!』「21世紀のベスト・アルバム（50 Best Albums of the 21st Century）」13位（2009年）[19]
- 『NME』「史上最高のカバー曲（Best Cover Song of all time）」1位「フィーリング・グッド」（2010年）[20][21]
- 『Total Guitar』「過去10年の究極のギター・リフ（ultimate guitar riff of the past 10 years）」1位「プラグ・イン・ベイビー」（2010年）[22]
- 『ギグワイズ』「ミューズの歴代シングルの人気投票」2位「プラグ・イン・ベイビー」、5位「ニュー・ボーン」（2014年）[23][24]

## 再発
2011年8月に開催されたレディング＆リーズ・フェスティバルでは、ミューズのデビュー10周年記念として本作を全曲演奏した。また、同フェスティバルのベスト・アクトを決めるNMEの読者投票で10点中7.87点を獲得し、1位に選ばれた。
2019年12月6日にボックスセット『Origin of Muse』の一部として『ショウビズ』およびその他デモ音源、ライヴ音源などとともにリマスター版が再発された。
アルバムの20周年にあたる2021年6月18日には本作のリミックス＆リマスター盤『Origin of Symmetry: XX Anniversary RemiXX』をワーナー・レコードから発売した。新しいミックスでは、「スペース・ディメンシア」、「シチズン・イレイズド」、「メガロマニア」のストリングス・セクションや、「マイクロ・カッツ」のチェンバロなど、除去されていた、あるいは不明瞭だった要素が復元された。

## 収録曲
| 全作詞・作曲: マシュー・ベラミー（「フィーリング・グッド」作詞・曲：レスリー・ブリカッス、アンソニー・ニューリーを除く）。 |                                             | | |      |
| # | タイトル                                    | 作詞 | 作曲・編曲 | 時間 |
| 1. | 「ニュー・ボーン – New Born」               | マシュー・ベラミー （「フィーリング・グッド」作詞・曲：レスリー・ブリカッス、 アンソニー・ニューリー を除く） [ 29 ] | マシュー・ベラミー （「フィーリング・グッド」作詞・曲：レスリー・ブリカッス、 アンソニー・ニューリー を除く） [ 29 ] | 6:03 |
| 2. | 「ブリス – Bliss」                          | マシュー・ベラミー （「フィーリング・グッド」作詞・曲：レスリー・ブリカッス、 アンソニー・ニューリー を除く） [ 29 ] | マシュー・ベラミー （「フィーリング・グッド」作詞・曲：レスリー・ブリカッス、 アンソニー・ニューリー を除く） [ 29 ] | 4:11 |
| 3. | 「スペース・ディメンシア – Space Dementia」 | マシュー・ベラミー （「フィーリング・グッド」作詞・曲：レスリー・ブリカッス、 アンソニー・ニューリー を除く） [ 29 ] | マシュー・ベラミー （「フィーリング・グッド」作詞・曲：レスリー・ブリカッス、 アンソニー・ニューリー を除く） [ 29 ] | 6:20 |
| 4. | 「ハイパーミュージック – Hyper Music」      | マシュー・ベラミー （「フィーリング・グッド」作詞・曲：レスリー・ブリカッス、 アンソニー・ニューリー を除く） [ 29 ] | マシュー・ベラミー （「フィーリング・グッド」作詞・曲：レスリー・ブリカッス、 アンソニー・ニューリー を除く） [ 29 ] | 3:21 |
| 5. | 「プラグ・イン・ベイビー – Plug In Baby」   | マシュー・ベラミー （「フィーリング・グッド」作詞・曲：レスリー・ブリカッス、 アンソニー・ニューリー を除く） [ 29 ] | マシュー・ベラミー （「フィーリング・グッド」作詞・曲：レスリー・ブリカッス、 アンソニー・ニューリー を除く） [ 29 ] | 3:38 |
| 6. | 「シチズン・イレイズド – Citizen Erased」   | マシュー・ベラミー （「フィーリング・グッド」作詞・曲：レスリー・ブリカッス、 アンソニー・ニューリー を除く） [ 29 ] | マシュー・ベラミー （「フィーリング・グッド」作詞・曲：レスリー・ブリカッス、 アンソニー・ニューリー を除く） [ 29 ] | 7:21 |
| 7. | 「マイクロカッツ – Micro Cuts」             | マシュー・ベラミー （「フィーリング・グッド」作詞・曲：レスリー・ブリカッス、 アンソニー・ニューリー を除く） [ 29 ] | マシュー・ベラミー （「フィーリング・グッド」作詞・曲：レスリー・ブリカッス、 アンソニー・ニューリー を除く） [ 29 ] | 3:38 |
| 8. | 「スクリーネイジャー – Screenager」         | マシュー・ベラミー （「フィーリング・グッド」作詞・曲：レスリー・ブリカッス、 アンソニー・ニューリー を除く） [ 29 ] | マシュー・ベラミー （「フィーリング・グッド」作詞・曲：レスリー・ブリカッス、 アンソニー・ニューリー を除く） [ 29 ] | 4:20 |
| 9. | 「ダークシャインズ – Darkshines」           | マシュー・ベラミー （「フィーリング・グッド」作詞・曲：レスリー・ブリカッス、 アンソニー・ニューリー を除く） [ 29 ] | マシュー・ベラミー （「フィーリング・グッド」作詞・曲：レスリー・ブリカッス、 アンソニー・ニューリー を除く） [ 29 ] | 4:46 |
| 10. | 「フィーリング・グッド – Feeling Good」     | マシュー・ベラミー （「フィーリング・グッド」作詞・曲：レスリー・ブリカッス、 アンソニー・ニューリー を除く） [ 29 ] | マシュー・ベラミー （「フィーリング・グッド」作詞・曲：レスリー・ブリカッス、 アンソニー・ニューリー を除く） [ 29 ] | 3:18 |
| 11. | 「メガロマニア – Megalomania」              | マシュー・ベラミー （「フィーリング・グッド」作詞・曲：レスリー・ブリカッス、 アンソニー・ニューリー を除く） [ 29 ] | マシュー・ベラミー （「フィーリング・グッド」作詞・曲：レスリー・ブリカッス、 アンソニー・ニューリー を除く） [ 29 ] | 4:39 |
| 合計時間: | 合計時間:                                   | 51:35 | |      |

### 日本盤
| #         | タイトル                        | 作詞  | 作曲・編曲 | 時間 |
| --------- | ------------------------------- | ----- | ---------- | ---- |
| 11.       | 「フューチャリズム - Futurism」 |       |            | 3:27 |
| 12.       | 「メガロマニア – Megalomania」  |       |            | 4:39 |
| 合計時間: | 合計時間:                       | 55:06 |            |      |

## シングル
1. プラグ・イン・ベイビー - Plug In Baby
全英シングルチャート11位[31]
2. ニュー・ボーン - New Born
全英シングルチャート12位[31]
3. ブリス - Bliss
全英シングルチャート22位[31]
4. ハイパー・ミュージック / フィーリング・グッド - Hyper Music / Feeling Good
全英シングルチャート24位[31]